# Chailley
Pour les articles homonymes, voir Chailley (homonymie).
Chailley est une commune française située dans le département de l'Yonne en région Bourgogne-Franche-Comté. Ses habitants sont appelés les Chaillotins.

## Géographie

### Localisation
Localisée dans le nord-est du département de l'Yonne, Chailley est une commune rurale située à 10 km au nord de la commune de Saint-Florentin dont Chailley fait partie de son aire d'attraction et à 40 km au nord de la commune d'Auxerre (chef-lieu d'arrondissement).
|        | Bœurs-en-Othe |       |
|        | Chailley      | Turny |
| Venizy |               |       |

### Géologie et relief
La superficie de la commune est de 16,51 km2 ; son altitude varie de 143  à   280 mètres.

### Hydrographie
Le territoire de la commune est situé dans le bassin Seine-Normandie.
Le territoire de la commune est traversé par le Créanton, cours d'eau naturel non navigable de 18,68 km, qui prend sa source dans la commune et se jette dans l'Armançon au niveau de la commune de Brienon-sur-Armançon, et par le Cours d'Eau 01 des Charbonnières, cours d'eau naturel non navigable de 0,92 km, qui prend sa source dans la commune et se jette dans le Créanton au niveau de la commune.

### Climat
Pour des articles plus généraux, voir Climat de la Bourgogne-Franche-Comté et Climat de l'Yonne.
En 2010, le climat de la commune est de type climat océanique dégradé des plaines du Centre et du Nord, selon une étude du Centre national de la recherche scientifique s'appuyant sur une série de données couvrant la période 1971-2000. En 2020, Météo-France publie une typologie des climats de la France métropolitaine dans laquelle la commune est exposée à un climat océanique altéré et est dans une zone de transition entre les régions climatiques « Nord-est du bassin Parisien » et « Lorraine, plateau de Langres, Morvan ». 
Pour la période 1971-2000, la température annuelle moyenne est de 10,6 °C, avec une amplitude thermique annuelle de 16,1 °C. Le cumul annuel moyen de précipitations est de 760 mm, avec 11,8 jours de précipitations en janvier et 7,6 jours en juillet. Pour la période 1991-2020, la température moyenne annuelle observée sur la station météorologique de Météo-France la plus proche, « Saint-Mards », sur la commune de Saint-Mards-en-Othe à 12 km à vol d'oiseau, est de 11,1 °C et le cumul annuel moyen de précipitations est de 759,6 mm. 
La température maximale relevée sur cette station est de 41,2 °C, atteinte le 25 juillet 2019 ; la température minimale est de −21,3 °C, atteinte le 2 janvier 1997,,. 
Les paramètres climatiques de la commune ont été estimés pour le milieu du siècle (2041-2070) selon différents scénarios d'émission de gaz à effet de serre à partir des nouvelles projections climatiques de référence DRIAS-2020. Ils sont consultables sur un site dédié publié par Météo-France en novembre 2022.

## Urbanisme

### Typologie
Au 1er janvier 2024, Chailley est catégorisée commune rurale à habitat dispersé, selon la nouvelle grille communale de densité à sept niveaux définie par l'Insee en 2022.
Elle est située hors unité urbaine. Par ailleurs la commune fait partie de l'aire d'attraction de Saint-Florentin, dont elle est une commune de la couronne,. Cette aire, qui regroupe 19 communes, est catégorisée dans les aires de moins de 50 000 habitants,.

### Occupation des sols
L'occupation des sols de la commune, telle qu'elle ressort de la base de données européenne d’occupation biophysique des sols Corine Land Cover (CLC), est marquée par l'importance des territoires agricoles (51,4 % en 2018), une proportion sensiblement équivalente à celle de 1990 (51,2 %). La répartition détaillée en 2018 est la suivante : 
forêts (46,3 %), terres arables (42,5 %), prairies (6,1 %), zones agricoles hétérogènes (2,8 %), zones urbanisées (2,3 %). L'évolution de l’occupation des sols de la commune et de ses infrastructures peut être observée sur les différentes représentations cartographiques du territoire : la carte de Cassini (XVIIIe siècle), la carte d'état-major (1820-1866) et les cartes ou photos aériennes de l'IGN pour la période actuelle (1950 à aujourd'hui).

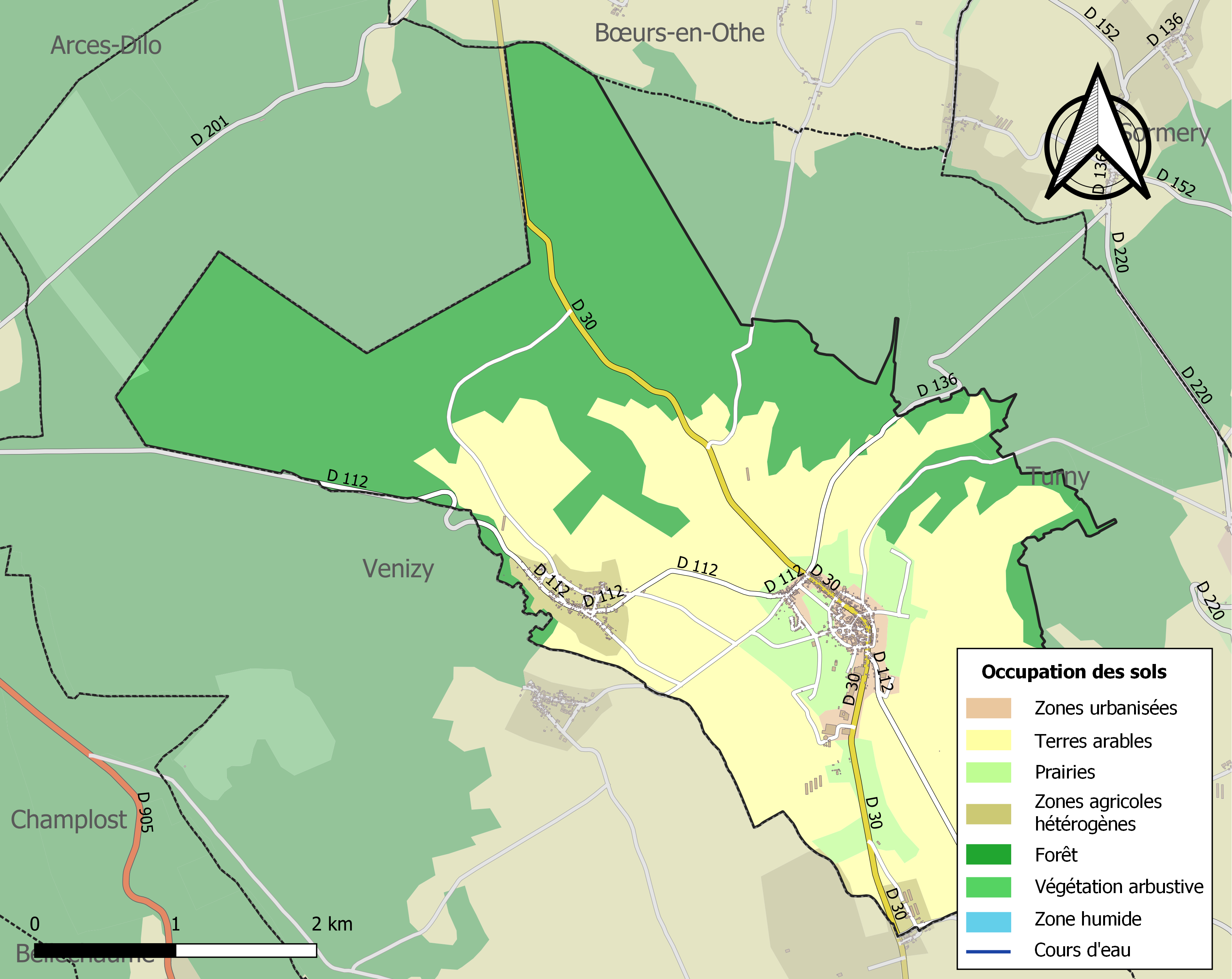
Carte des infrastructures et de l'occupation des sols de la commune en 2018 (CLC).

## Toponymie
Le nom de la localité est attesté sous les formes Challiacum en 1126 ; Challetum en 1139 ; Challeium en 1157 ; Challi en 1203 ; Chailly en 1325 ; Challey en 1603 ; Chailley en 1793 et 1801 ; Chailley-Turny de 1074 à 1978 et Chailley depuis 1978.
Chailley absorbe Turny en 1974 et devient Chailley-Turny puis cède Turny en 1978 et reprend le nom de Chailley.
De son sol calcaire, Chailley tient son nom, caliacum, challiacum ; de ses origines de terres monastiques, ces lieux-dits :
les Petits Déserts, les Grands Usages ; ses chemins d'exploitations, qui longeaient des parcelles en lanières, signe d'une agriculture rationnelle introduite par la colonisation monastique de la 2e époque, celle du début du XIIe siècle.

## Histoire
(octobre 2023).
- Si vous ne connaissez pas le sujet, laissez ce bandeau (vous pouvez alors contacter les auteurs).
- Si vous supprimez le contenu mis en cause (vous pouvez préalablement contacter les auteurs),

argumentez précisément cette suppression dans la page de discussion
(un manque de référence n'est pas un argument ; une recherche réelle de référence doit avoir été effectuée, être formellement documentée).

### Préhistoire et antiquité
Dès la préhistoire, l’épaisse forêt d’othe était habitée. Beaucoup de pierres taillées, polies, de pointes de flèches ont été retrouvées par les habitants. Le gibier était une richesse dans cette contrée boisée et les nombreux silex de ces terrains de craies constituaient l’élément de base à la fabrication de leurs armes. Le musée municipal de Saint Florentin conserve une belle collection de pièces préhistoriques retrouvées sur le territoire. Un oppidum gaulois a été retrouvé à proximité, sur le site de Champlost, situé près de Chailley, ainsi que des médailles en bronze et des fers de lance. La présence romaine est également confirmée. Le camp romain d’Avrolles, dit camp de Barcena, est formé entre Saint-Florentin, Champlost, Venizy et Turny, est entouré de larges fossés, de plateformes et de talus. On retrouve des voies romaines dont celle reliant Troyes et Auxerre construite par Agrippa, 37 ans avant l’ère chrétienne qui passe par Eburobriga (actuellement Avrolles) près de la petite ville actuelle de Saint Florentin. Dès le temps de la fondation de Rome, ces lieux étaient peuplés, fertiles, couverts de vignes. On a retrouvé des buttes de mâchefer témoignant de l’activité de fonderies artisanales gallo-romaines sur le secteur. L’industrie du fer a revêtu une certaine importance qui se poursuivra sous la tutelle de la noblesse et du clergé.

### Moyen Âge: la grange de Chailley édifiée par les moines de Pontigny
Placée entre le Conté de Champagne et le duché de Bourgogne, Chailley est au centre d’une région considérée comme stratégique et sensible. La propriété seigneuriale et monastique à Chailley a pour origine les grands défrichements du XIe siècle. Les défrichements sont confiés aux moines. En 1114, l’abbaye de Pontigny est bâtie à l’initiative par Hugues de Mâcon, compagnon de Bernard de Clairvaux, fondateur de l’ordre de cisterciens, prédicateur de la deuxième croisade. Il sollicite aux seigneurs du pays d’Othe, diverses donations de terres et de bois. C’est ainsi, par donations et acquisitions successives, que les abbés de Pontigny développent leurs possessions du pays d’Othe. Les féodaux gardent leurs droits et les moines, en contrepartie du défrichement, reçoivent des droits d’usage. C’est en 1139 que Henri archevêque de Sens puis, en 1145, Herbert le Gros accordent aux religieux de Pontigny les droits d’usage de Chailley. Une bergerie et un petit clos sont installés près des moulins. Une grange est édifiée sous la forme d’un vase bâtiment d’exploitation entouré de murs et de fossés. Il n’y a, à ce moment-là ni village, ni paroisse et donc pas de communauté villageoise. Tous les habitants travaillent à la métairie et paient le cens dû pour le lopin de terre concédé sur lequel ils ont construit une masure de chaume. Les maisons des habitants sont situées en haut du bourg actuel.

### XVIesiècle: naissance de la communauté villageoise de Chailley
En 1519, l’abbaye donne la métairie de Chailley à bail à 26 manants pour quatre-vingt-dix-neuf ans au prix de sept cents bichets, moitié blé, moitié avoine. Le bail de la ferme des dimes est cédé à Jean Chauillot, huissier, puis à Jean Bollard, hôtelier. Ils ont la charge, en échange, de payer à Étienne Moreau, administrateur général, interlocuteur de l’abbaye, pour le prix du bail, trente setiers moitié froment et avoine, trente aunes de toile et douze chapons gras. 1562, marque une évolution importante pour Chailley. À cette date, les habitants de Chailley demandent à l’archevêque de Sens le droit d’ériger une paroisse. La communauté villageoise de Chailley prend naissance. La résistance paysanne des villageois de Chailley se développe face aux abus des moines de Pontigny. L’histoire des relations entre les seigneurs abbés de Pontigny et leurs manants de Chailley est ponctuée par des procès et des procédures destinés à obliger à payer les droits seigneuriaux. La colère paysanne s’exprime, à Chailley, de différentes façons, parfois violentes. En 1654, Étienne Gaubert receveur de la dîme est assassiné. Le même sort est réservé en 1625 à Toussaint Daulnoy, procureur fiscal de la prévôté de Chailley, ou à Claude Moreau Sergent grutier chargé du contrôle des droits d’usage des paysans en 1648, comme au sergent grutier Pierre Vye, en 1655. Pourtant les droits continuent à augmenter puisqu'en 1678, ils connaissent une croissance de + 53 %. La grande disette de 1693 accroit encore la hausse des droits et de l’impôt. Les maigres économies paysannes sont vite épuisées et une mauvaise récolte accélère la crise. En 1751, un procès est engagé devant le grand conseil qui condamne les paysans de Chailley en raison de leur refus de payer leurs redevances. À la veille de la Révolution, à Chailley comme ailleurs, les villageois considèrent comme illégitimes les droits seigneuriaux et se jugent légitimement propriétaires des terres qu’ils occupent. L’ancien système agraire chancelle.

### XVIIIesiècle: l'essor de l'activité économique

#### Biens ruraux
De nombreux contrats de vente de terres de laboureurs sont signés. Les acquéreurs sont des bourgeois comme le juge de la prévôté de Chailley Robert Louis Marie Tonnelier. L’abbaye de Pontigny profite de la hausse des prix pour vendre son enclos et ses bois de Chailley pour un prix de douze mille trois cent vingt huit livres. En 1738, tous les biens de la paroisse de Chailley sont vendus. Une nouvelle période économique s’ouvre pour Chailley. La période du XVIIe au XIXe siècle permet à Chailley de développer une activité artisanale, commerciale et manufacturière. Deux moulins à eau fonctionnent sur le ru Saint-Jacques qui traverse le village. Deux foires annuelles se tiennent les 16 avril et 28 aout. Deux marchés hebdomadaires ont lieu, dans le village, le dimanche et le mercredi. Au XIXe siècle, deux usines s’implantent : une fabrique de bouton et une fabrique de porte monnaie. Les métiers de la forêt occupent, en 1852, 440 bucherons et charbonniers qui contribuent à l’activité des fours à chaux des Tuileries. 

#### Artisanat
De 1788 à 1827, les activités artisanales connaissent un développement important. En 1788, une verrerie royale est installée à Chailley. En 1789, on compte 29 artisans et il y en a quatre-vingt-quinze de référencés en 1827. En 1822, le lavoir est construit et devient un lieu de rencontre important. La même année, sort de terre la halle qui abrite un important marché avec plus de 150 étals. En 1827, Chailley compte six cordonniers, six maréchaux, neuf tisserands, deux sabotiers, quinze marchands de charbon, trente et un charbonniers, cinq meuniers, quatre bouchers. Après les grands incendies de 1840 et 1845, 89 maisons sont détruites et 200 personnes sinistrées. Le village est reconstruit selon un plan d’alignement avec l’actuelle Grande rue, large et rectiligne. C’est à cette période que le cimetière actuel est ouvert. Le bourg compte alors 1300 habitants en 1850. L’arrivée du progrès de 1850 à 1914 permet une embellie des conditions de vie. En 1861, la mairie de Chailley est construite à l’emplacement actuel. En 1893, Chailley compte trois machines agricoles. La période du développement économique permet l’ouverture d’un service de diligence en direction de Saint-Florentin pour faciliter la circulation des habitants. Pourtant, l’arrivée des machines favorise le départ des populations vers les villes et la population commence à régresser pour atteindre 1078 habitants en 1820 et 874 en 1896.

### XIXesiècle, Chailley, village républicain
La vie de Chailley est très animée par les débats politiques. En particulier s’opposent violemment les partisans et les adversaires de la laïcité et de la République. En 1848, lors des émeutes parisiennes qui renversent Louis Philippe, la salle du conseil municipal de Chailley est envahie par les républicains. Ils apostrophent le maire Étienne Badié, acheteur de biens nationaux et notable local. Il est hué et la République est applaudie. 
Controverses autour de la Chapelle
En 1864, Alépée née Grand, d’une des familles de notables de la commune porte le drapeau de l’opposition à la laïcité. Elle fait construire, sur ses propres deniers la chapelle du Haut Bouton, dite chapelle Notre-Dame-de-la-Bonne-Mort. La construction est achevée en 1873. Elle en fait don, à sa mort, à l’abbé Paget directeur du séminaire de Sens. En 1874, le conseil municipal, aux idées républicaines, vote une motion stipulant que « jamais la commune de Chailley n’interviendra directement où indirectement à quelque titre que ce soit dans le paiement des dépenses relatives à cette chapelle ». 
Querelle des deux clochers
L’histoire ne s’arrête pas à la construction de la chapelle. Elle s’ancre aussi dans la querelle des deux clochers. C’est d’ailleurs le point culminant d’une lutte entre les notables locaux antirépublicains et les adeptes de l’idéologie républicaine, du progrès et de l’enseignement laïc. Alors que l’heure du village est donnée par la cloche de l’église, le conseil municipal, en août 1904, décide de faire l’acquisition d’une horloge communale. Il importe de donner au village une heure républicaine. En 1910, le conseil municipal, au terme d’un fougueux exposé de Victor Delagneau, anticlérical militant, décide de l’édification d’un clocher sur le toit de la mairie et d’une horloge mécanique. Pour financer cet investissement, une souscription publique est lancée. Le comité de la cavalcade fonctionne activement de 1890 à 1910. Cette fête annuelle fait le pendant aux processions religieuses gravissant la côte de la chapelle de la Bonne-Mort. Celle de 1910 obtient un succès extraordinaire. Les chars ont pour thème les allégories républicaines : la char des présidents, le char de la patrie, celui du progrès… Elle procure une somme de quatre cents francs entièrement au bénéfice de l’édification du clocher de la mairie. Une deuxième cavalcade est organisée en 1913. L’argent rassemblé, la commande de la cloche est passée . C’est effectivement un clocher remarquable qui enjolive l’édifice municipal de Chailley.

## Politique et administration

### Découpage territorial
La commune se trouve, depuis 1926, dans l'arrondissement d'Auxerre du département de l'Yonne, auparavant, depuis 1801, elle se trouvait dans l'arrondissement de Joigny.

#### Commune et intercommunalités
La commune est membre de la communauté de communes Serein et Armance.

#### Circonscriptions administratives
La commune est rattachée au canton de Saint-Florentin. Avant le redécoupage cantonal de 2014, elle était, depuis 1801, rattachée au canton de Brienon-sur-Armançon.

#### Circonscriptions électorales
Pour l'élection des députés, la commune fait partie de la deuxième circonscription du Pas-de-Calais.

### Élections municipales et communautaires

#### Liste des maires
| Période | Période  | Identité        | Étiquette | Qualité            |
| ------- | -------- | --------------- | --------- | ------------------ |
| 1944    | 1947     | Paul Chauvet    |           |                    |
| 1947    | 1956     | Marcel Manigaud |           |                    |
| 1956    | 1965     | Gaston Renuzeau |           |                    |
| 1965    | 1983     | Marcel Bourgoin |           |                    |
| 1983    | 2014     | Gérard Bourgoin | CNI       | Conseiller général |
| 2014    | En cours | Philippe Guinet |           |                    |

### Jumelages
La commune est jumelée avec :
| Ville | Ville    | Pays | Pays      |
| ----- | -------- | ---- | --------- |
|       | Gladbach |      | Allemagne |

## Équipements et services publics

### Enseignement
La commune est située dans l'académie de Dijon et dépend, pour les vacances scolaires, de la zone A.
Elle administre une école primaire publique.

## Population et société

### Démographie
Les habitants de la commune sont appelés les Chaillotins.

#### Évolution démographique
L'évolution du nombre d'habitants est connue à travers les recensements de la population effectués dans la commune depuis 1793. Pour les communes de moins de 10 000 habitants, une enquête de recensement portant sur toute la population est réalisée tous les cinq ans, les populations de référence des années intermédiaires étant quant à elles estimées par interpolation ou extrapolation. Pour la commune, le premier recensement exhaustif entrant dans le cadre du nouveau dispositif a été réalisé en 2008.

En 2022, la commune comptait 525 habitants, en évolution de −3,14 % par rapport à 2016 (Yonne : −1,95 %, France hors Mayotte : +2,11 %).
| 1793  | 1800  | 1806  | 1821  | 1831  | 1836  | 1841  | 1846  | 1851  |
| ----- | ----- | ----- | ----- | ----- | ----- | ----- | ----- | ----- |
| 1 140 | 1 047 | 1 355 | 1 078 | 1 160 | 1 224 | 1 268 | 1 290 | 1 292 |

| 1856  | 1861  | 1866  | 1872  | 1876  | 1881  | 1886  | 1891 | 1896 |
| ----- | ----- | ----- | ----- | ----- | ----- | ----- | ---- | ---- |
| 1 251 | 1 238 | 1 262 | 1 145 | 1 135 | 1 020 | 1 025 | 981  | 874  |

| 1901 | 1906 | 1911 | 1921 | 1926 | 1931 | 1936 | 1946 | 1954 |
| ---- | ---- | ---- | ---- | ---- | ---- | ---- | ---- | ---- |
| 800  | 736  | 673  | 617  | 568  | 542  | 554  | 586  | 522  |

| 1962 | 1968 | 1975  | 1982 | 1990 | 1999 | 2006 | 2008 | 2013 |
| ---- | ---- | ----- | ---- | ---- | ---- | ---- | ---- | ---- |
| 570  | 514  | 1 046 | 565  | 551  | 609  | 586  | 579  | 550  |

| 2018 | 2022 | - | - | - | - | - | - | - |
| ---- | ---- | - | - | - | - | - | - | - |
| 537  | 525  | - | - | - | - | - | - | - |

La distorsion des chiffres de la population en 1975 est due à la fusion temporaires des communes de Chailley-Turny entre 1974 et 1979.

## Économie
Le siège de la société Duc, spécialisée dans l'abattage et le conditionnement de volailles est situé sur la commune depuis 1990.

## Culture locale et patrimoine

### Lieux et monuments

#### La chapelle

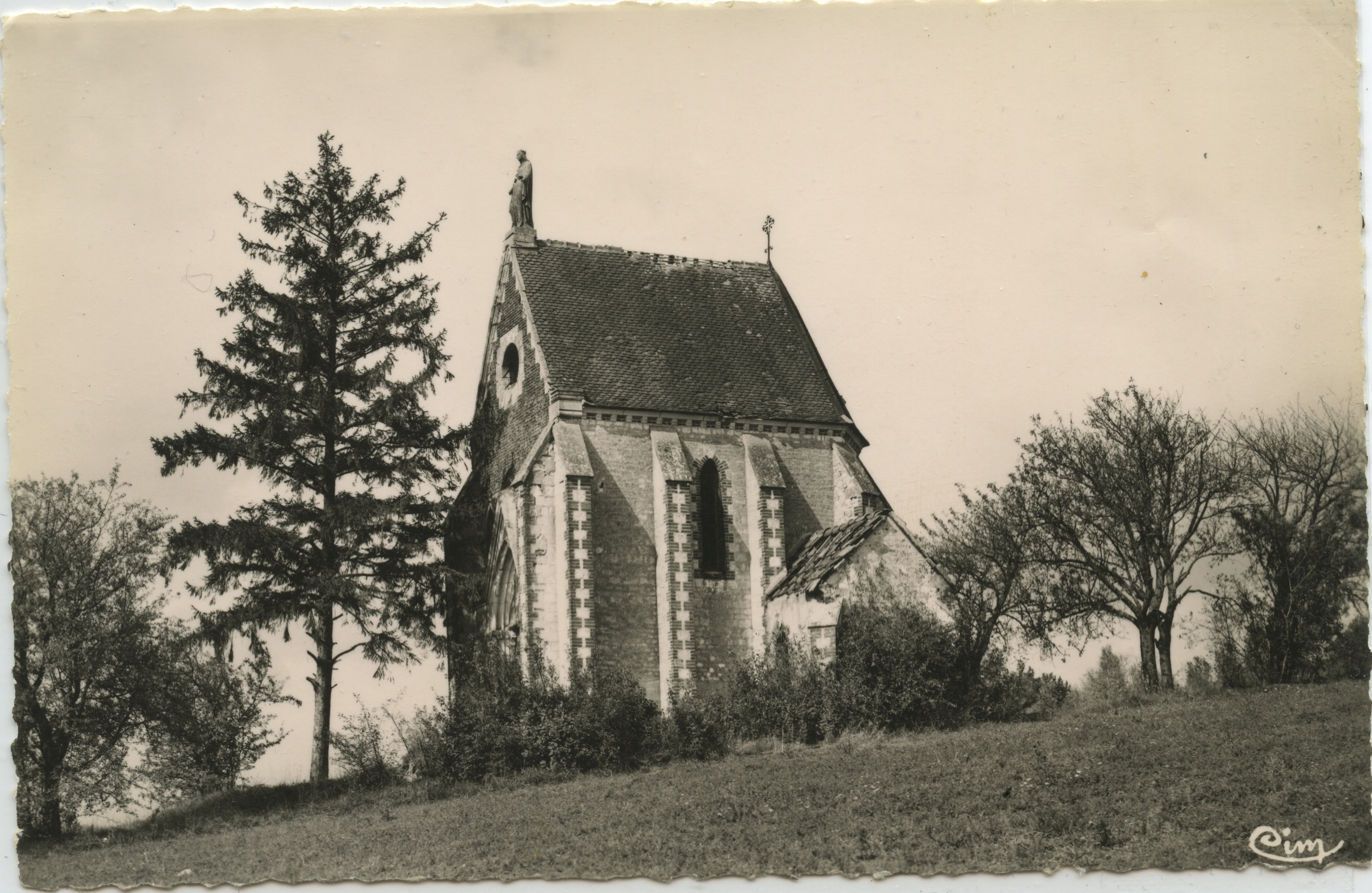
Chapelle de Chailley

La chapelle est édifiée à l'initiative de Mme Alépée née Grand d'une des familles de notables de la commune. Elle fait construire sur ses propres deniers la chapelle du Haut-Bouton dite chapelle de la Bonne-Mort. La construction est achevée en 1873. Elle en fait don à sa mort à l'abbé Paget directeur du séminaire de Sens.
Endommagée pendant la Seconde Guerre mondiale, elle fut ensuite laissée à l'abandon elle est restaurée en 1979 avec l'aide financière d'une souscription et d'un don de M. et Mme Lemaire. Aujourd'hui, la chapelle est un lieu de promenade qui offre une vue sur le village et ses environs.

#### L'église Saint Jacques
Chailley devint paroisse en 1569. Son église fut consacrée à saint Jacques le Majeur. Cette église était à l'origine une grange cistercienne qui dépendait de l'abbaye de Pontigny. En 1841, l'église et l'ensemble du village furent détruits par un incendie. L’église, qui a été restaurée en 1848 et en 1871, dont le clocher a été refait et ses cloches refondues (1866) ne remonte qu’à la fin du XVIIIe siècle. Entourée d’un cimetière, celle-ci était construite à côté de la grange aux dîmes de l’abbaye de Pontigny. L’église actuelle, qui occupe une grande partie de ces emplacements, est un rectangle régulier, comptant sept travées du portail au chevet. Des colonnes en chêne soutiennent le plafond qui a remplacé une voûte il y aune dizaine d’années. Des fenêtres dans le style Soufflot l’éclairent. Le maître-autel en bois sculpté XVIIe provient de l’abbaye de Saint-Pierre d’Auxerre. Le tabernacle, d’ordre dorique, surmonté d’une Exposition, orné de trois panneaux sculptés (XVIIe) représentant le Lavement des Pieds ou les disciples d’Emmaüs, n’est pas moins remarquable. On note une statue en pierre de la Vierge dans une des chapelles absidales (XVIe) et un saint Jacques le Majeur en bois dans l’autre. On voit aussi un reliquaire à fronton trilobé en bois avec arc en accolade et pinacles dans le goût du commencement du XVe siècle ; un bénitier de forme hexagonale, style bourguignon (1538), doit être également mentionné.

#### La mairie
La mairie de Chailley est construite en 1861. Beau bâtiment située au centre du village, il est orné d'un clocher doté d'une horloge communale. C'est en 1910 que le conseil municipal décide de l'édification d'un clocher et d'une horloge mécanique chargé de donner l'heure républicaine aux villageois. Le financement a nécessité une souscription parmi les habitants. Des cavalcades aux chars ayant pour thème les allégories républicaines procurent des sommes importantes au bénéfice de l'édification du clocher qu'on peut admirer de nos jours.

#### Le lavoir
Le lavoir est construit en 1822 et devient un lieu de rencontre important.

### Personnalités liées à la commune
- Gérard Bourgoin (1939-2025), chef d'entreprise, dirigeant sportif et homme politique français. Il est le président de l'AJ Auxerre du 24 mai 2011 au 19 avril 2013, vice-président du club de 1978 à 2000 et le président de la Ligue Nationale de Football de 2000 à 2002, né à Chailley. Il possède également une compagnie d'aviation "Chaillotine Air Service" de 1979 à 2000, basé à Chailley au siège social des établissements Bourgoin où il possédait à 300 mètres de là, une piste d'aviation privée, l'aérodrome de Chailley (LFJM) où était entretenu ses avions.

### Héraldique, logotype et devise
| Blason de Chailley | Blason  | Écartelé : aux 1er et 4e coticé d'or et d'azur de douze pièces, aux 2e et 3e d'azur plain; au filet en croix d'argent brochant sur la partition. |
| Blason de Chailley | Détails | Le statut officiel du blason reste à déterminer.                                                                                                 |

## Pour approfondir